# Ballarat
Ballarat (nebo také Ballaarat) je australské město ležící na řece Yarrowee ve státu Victoria. Nachází se přibližně 105 kilometrů severozápadně od hlavního města Victorie Melbourne.

## Název
Jméno Ballarat místu dal skotský osadník Archibald Yuille, který zde založil první sídlo – svůj ovčí ranč Ballarat – v roce 1837. Výraz pochází z jazyka kmene místních domorodců Wadawurrung. Současný zkrácený název s jedním a byl schválen v roce 1996.

## Historie
Před příchodem Evropanů byla lokalita osídlena aboridžinci z kmene Wadawurrung. První nedomorodí osadníci sem dorazili v roce 1837.
Měsíc před oddělením Victorie od Nového Jižního Walesu vypukla v oblasti zlatá horečka, 18. srpna 1851 bylo na Poverty Point objeveno zlato a zprávy se rychle rozšířily. Během měsíce sem dorazilo zhruba 20 tisíc migrantů. Díky zlaté horečce se tak z původně malé ovčí farmy stalo velké sídlo.
V roce 1854 v Ballaratu začala rebelie Eureka, jediné ozbrojené povstání v australské historii.

## Významní rodáci
- Warren Ellis (* 1965) – australský hudebník
- Jared Tallent (* 17. října 1984) – australský atlet a trojnásobný olympijský medailista ve sportovní chůzi
- George Pell (* 8. června 1941) – australský kardinál a emeritní arcibiskup Sydney
- Roger Donaldson (* 15. listopadu 1945) – australsko-novozélandský režisér a scenárista.

## Galerie

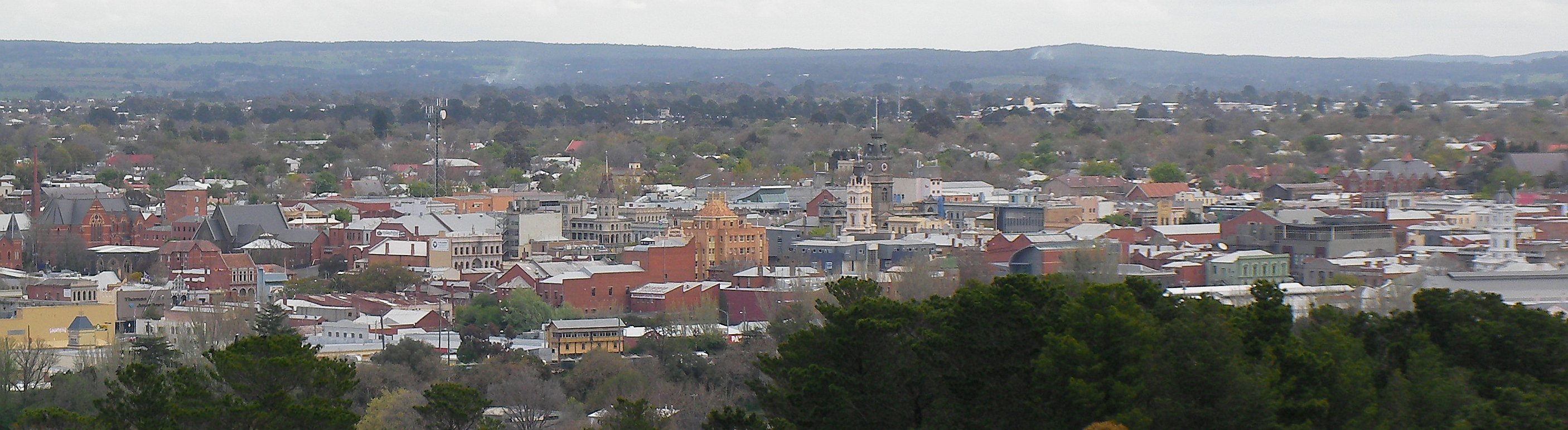
Panoramatický pohled na Ballarat z Black Hill

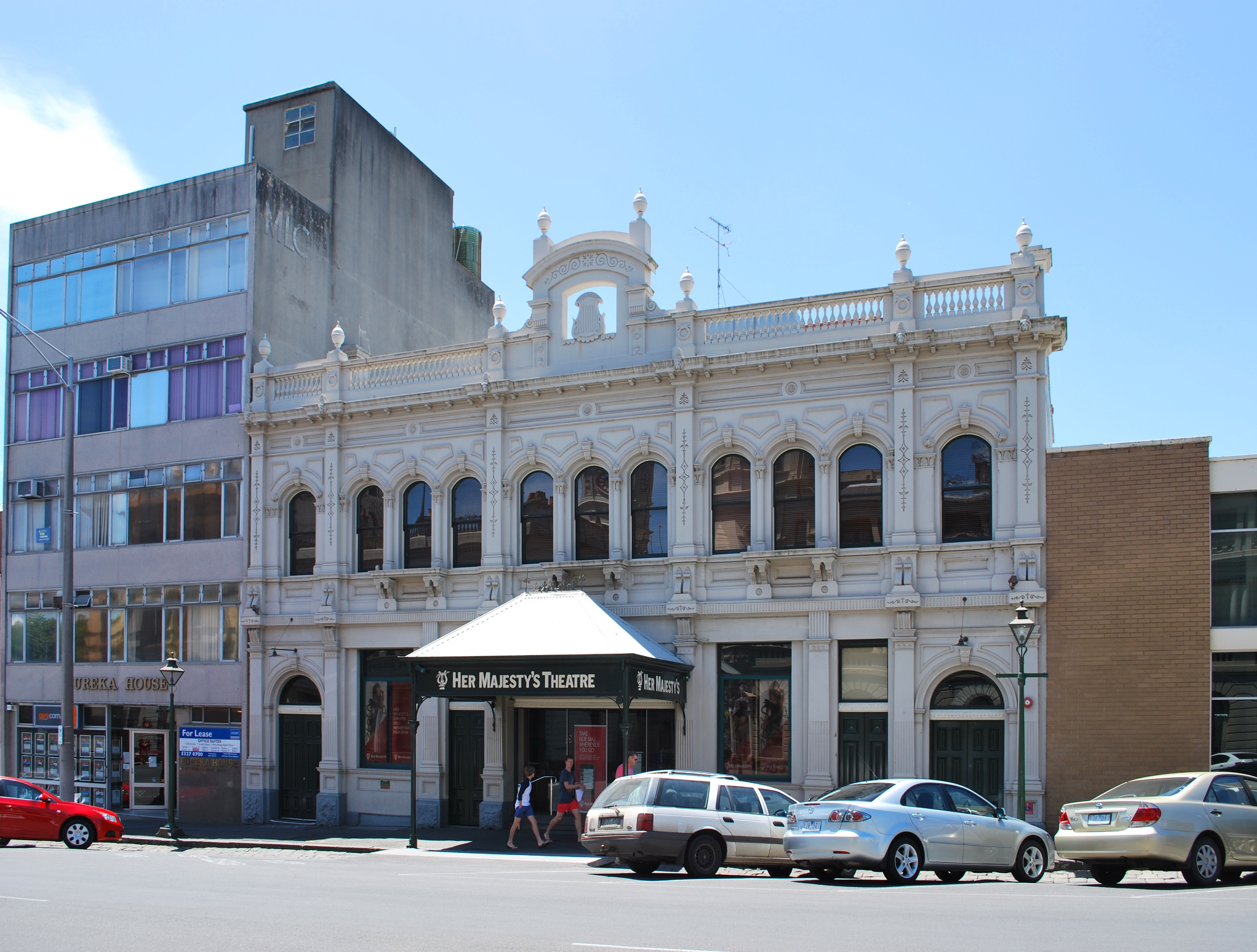
Her Majesty's Theatre
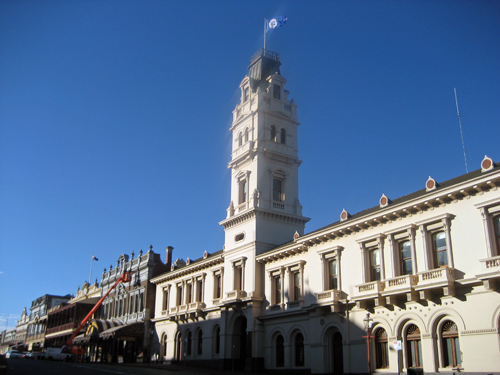
Stará pošta na Lydiard Street
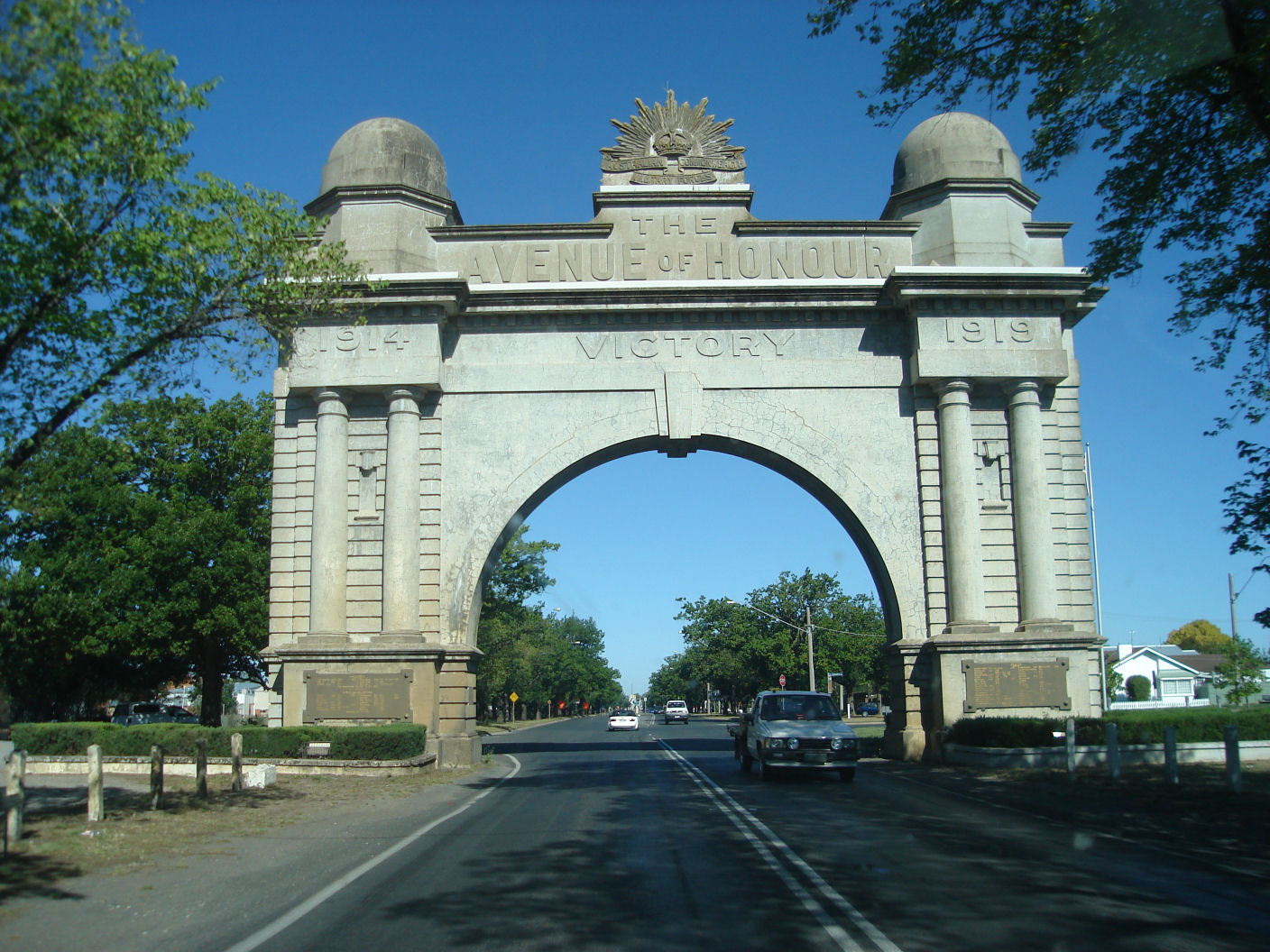
Vítězný oblouk
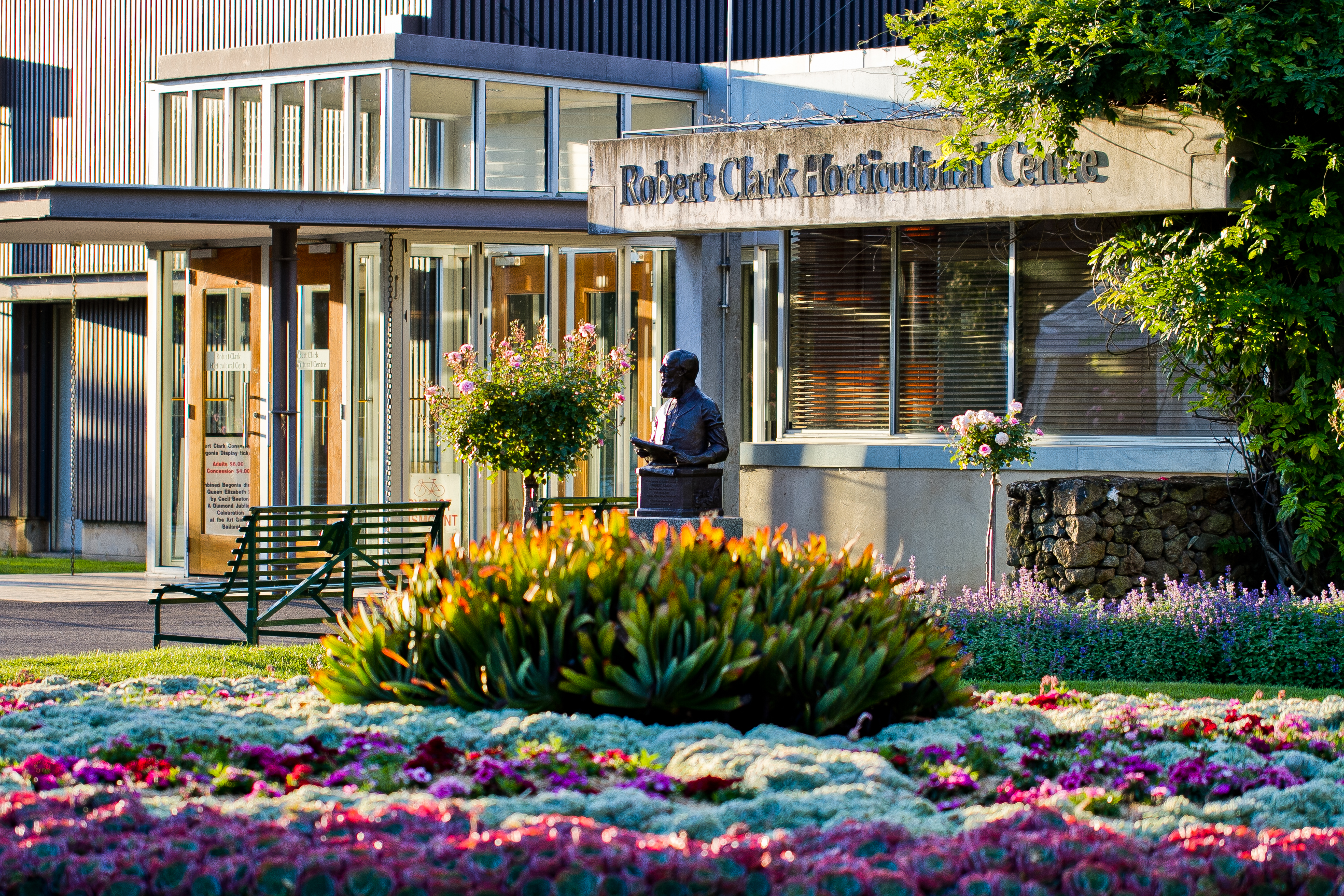
Botanické zahrady Ballarat